# Sint-Maria-Lierde
Sint-Maria-Lierde is een dorp in de Belgische provincie Oost-Vlaanderen en een deelgemeente van Lierde, het was een zelfstandige gemeente tot aan de gemeentelijke herindeling van 1977. Het plattelandsdorp telt twee kernen. In het oosten ligt de oorspronkelijke dorpskern, bij de kerk en het dorpsplein. Meer naar het westen, tussen het dorpscentrum en Sint-Martens-Lierde ontwikkelde zich een nieuwe kern rond het treinstation Lierde: de Stationswijk. Sint-Maria-Lierde wordt doorsneden door de steenweg N8. De plaats ligt in de Denderstreek.
In Sint-Maria-Lierde bevinden zich de verscheidene voorzieningen van de gemeente Lierde, zoals het gemeentehuis, het postkantoor en het station.

## Geschiedenis
Sint-Maria-Lierde werd voor het eerst vermeld in 1034, als Lierda. Het voorvoegsel Sint-Maria verscheen in 1221, als Lirda Sancte Marie. In 1108 kwam het patronaatsrecht van de parochie aan de Sint-Adriaansabdij te Geraardsbergen. Ook was er een Sint-Gertrudiskapel die mogelijk uit de 10e eeuw stamt, maar midden 19 eeuw werd gesloopt.
Het belangrijkste leengoed, behorend tot het Land van Aalst, was in bezit van de onder meer de families van Massemen, de Lalaing en, vanaf 1642, Della Faille. Daarnaast bestonden er een aantal kleinere leengoederen.
Tijdens de Tweede Wereldoorlog stortte op 21 december 1942 een Lancaster DXP W4234 van 57 Squadron RAF (onderweg naar een missie in München) neer op het gehucht Kakebeke te Sint-Maria-Lierde nadat hij boven Steenhuize geraakt werd door het boordgeschut van een Duitse Messerschmitt . Op 6 mei 2000 werd een monument opgericht voor de zes overleden bemanningsleden (de zevende werd gevangen genomen).

## Bezienswaardigheden
- De Sint-Maria-Magdalenakerk dateert uit 1839. Pas vanaf 1616 is Maria Magdalena de patrones van de parochie geworden, voorheen was dit Onze-Lieve-Vrouw.
- De Broeckemolen
- De Onze-Lieve-Vrouw-van-Lourdeskapel
- Het Kasteel ten Riede

## Natuur en landschap
Sint-Maria-Lierde ligt in de Vlaamse Ardennen en de hoogte bedraagt 35-93 meter. Ten oosten van het dorp, op het grondgebied van Ophasselt, ligt het Hasseltbos. In het noorden vindt met het reservaat Parkbos-Uilenbroek.

## Demografische ontwikkeling
- Bronnen:NIS, Opm:1831 tot en met 1970=volkstellingen; 1976 = inwoneraantal op 31 december

## Burgemeesters
De burgemeesters van Sint-Maria-Lierde waren:
- 1796?-1806?: P. de Clercq
- 1808?-1811: A. van Keymeulen
- 1812-1824?: Ch. Heddebaut
- 1825-1826: L. van Helleputte
- 1826-1857?: L. De Vulder
- 1859?-1876?: Rem. de Vulder
- 1885?-1891?: A. Machtelinckx
- 1894-18??: J. Temmerman
- 1898-1912?: R. Van Ongevalle
- 1905?-1939?: Nestor De Vulder[4] (1879-1939)
- 1947-????: Hubert Vindevoghel [5] (1916-1977)
- 1973-1976: Willy Van Damme[6] (1925-2008)
- 1977-.......: Geen Burgemeesters meer (werd deelgemeente)

## Nabijgelegen kernen
Sint-Martens-Lierde, Hemelveerdegem, Ophasselt, Wijnhuize, Erwetegem
Deelgemeenten: Deftinge · Hemelveerdegem · Sint-Maria-Lierde · Sint-Martens-Lierde

Belgische gemeenten · Arrondissement Oudenaarde · Oost-Vlaanderen · Vlaanderen